# ميريديث فييرا
ميريديث لويز فييرا (بالإنجليزية: Meredith Vieira)‏ (من مواليد 30 ديسمبر 1953) صحفية أمريكية وشخصية تلفزيونية، اشتهرت بأنها إحدى مضيفات البرنامج الحواري المنظر (1997-2006)، المضيفة الأصلي للنسخة النهارية المشتركة من برنامج الألعاب من يريد أن يكون مليونيرا (2002-2013)

## روابط خارجية
- ميريديث فييرا على موقع IMDb (الإنجليزية)
- ميريديث فييرا على موقع الموسوعة البريطانية (الإنجليزية)
- ميريديث فييرا على موقع قاعدة بيانات برودواي على الإنترنت (الإنجليزية)
- ميريديث فييرا على موقع إن إن دي بي (الإنجليزية)
- ميريديث فييرا على موقع قاعدة بيانات الفيلم (الإنجليزية)